# Anoecia pskovica
Anoecia pskovica är en insektsart som beskrevs av Alexandre Mordvilko 1921. Enligt Catalogue of Life ingår Anoecia pskovica i släktet Anoecia och familjen långrörsbladlöss, men enligt Dyntaxa är tillhörigheten istället släktet Anoecia och familjen gräsrotbladlöss. Arten är reproducerande i Sverige. Inga underarter finns listade i Catalogue of Life.